# Leo Howard
Leo Howard (født 13. juli 1997) er en amerikansk skuespiller og model. Han er mest kendt for sin rolle som Jack i Disney Channels nye tv-serie, Kickin' it, der bliver sendt på Disney XD.

## Tidlige liv
Leo Howard er født d. 13. juli 1997 i Newport Beach i Californien, USA, som søn af Tedd og Randye Howard. Han voksede op i Fallbrook i det nordlige San Diego County, også i USA.

## Karriere
Howard fik sin debut i 2005 i tv-serien Monk som en lille karate-dreng. Han fik senere sit helt store gennembrud i 2009, i serien Leo Little's Big Show som Leo Little. 
Det er blevet til filmene Aussie and Ted's Great Adventure som Eric Brooks, G.I. Joe: The Rise of Cobra som Young Snake Eyes, samt i Shorts som Laser Short, der alle er fra 2009. 
I 2010 var han Logan Hoffman i filmen Logan og i 2011 Young Conan i Conan the Barbarian, på dansk Conan Barbaren.
Han har også været med i Disney XDs tv-serie, Zeke and Luther som Hart Hamlin og i PrankStars i 2011.